# Književnost u 1631.
◄◄ | ◄ | 1628. | 1629. | 1630. | 1631.  | 1632. | 1633. | 1634. | ► | ►►
Arhitektura • Astronomija • Glazba • Kazalište • Kiparstvo • Knjige • Književnost • Kršćanstvo • Medicina • Politika • Pravo • Promet • Slikarstvo • Znanost
Književnost u 1631.

## Svijet

### Rođenja
- 19. kolovoza – John Dryden, engleski književnik († 1700.)

## Hrvatska i u Hrvata

### Smrti
- 21. kolovoza – Matija Divković, hrvatski franjevac i vjerski pisac (* 1563.)

## Vanjske poveznice
|  | Zajednički poslužitelj ima još gradiva o temi Književnost u 1631. |